# Декре де Сен-Жермен, Антуан Луи
Антуан Луи Декре де Сен-Жермен (фр. Antoine Louis Decrest de Saint-Germain; 1761—1835) — французский военный деятель, дивизионный генерал (1809 год), барон (1809 год), граф (1816 год), участник революционных и наполеоновских войн. Имя генерала выбито на Триумфальной арке в Париже.

## Биография
Родился в семье парижского буржуа Пьера Декре (фр. Pierre Antoine Decrest; ок.1725—) и его супруги Луизы Дюран (фр. Louise Geneviève Durand; ок.1735—).
Начал военную службу 15 февраля 1778 года в Люневильской жандармерии. 20 октября 1781 года перевёлтся в иностранный легион Вальдемера в звании лейтенанта кавалерии. 25 февраля 1783 года включён в корпус малой жандармерии. 1 августа 1784 года за многочисленные нарушения дисциплины был изгнан с военной службы.
30 марта 1790 года записался в революционную Парижскую национальную гвардию и 22 июля получил чин капитана кавалерии. В 1792 и 1793 годах Сен-Жермен сражался в составе Северной и Арденнской армий, причём 16 декабря 1792 года за отличия был произведён в подполковники Арденнского легиона. 24 января 1793 года стал полковником, и возглавил весь легион. 10 сентября 1793 года легион стал 23-м конно-егерским полком. Сен-Жермен был отстранён от должности 25 сентября 1793 года по подозрению в сочувствии роялистам. 18 апреля 1794 года был приговорён к аресту по подозрению в антиобщественном поведении. 13 августа 1795 года был полностью оправдан, и вернулся в свой полк. Далее Сен-Жермен сражался на Самбре и Маасе. 20 сентября 1796 года ему ударило по правой ноге пушечное ядро. 22 апреля 1797 года в битве при Висбадене перед Майнцем отличился в блестящей кавалерийской атаке, в ходе которой у него были сломаны два ребра и левая рука.
В 1799 году был переведён в Дунайскую армию, а в 1800 году — в Рейнскую. В авангардном бою 1 декабря 1800 года под ним было убито 3 лошади, а в сражении при Гогенлиндене 3 декабря — четвёртая. С 1803 по 1805 годы служил в рядах Армии Ганновера.
1 февраля 1805 года был произведён в бригадные генералы, и 2 марта приписан к 20-му военному округу. 7 июня 1805 года возглавил 3-ю бригаду (3-й и 12-й кирасирские полки) 1-й дивизии тяжёлой кавалерии генерала Нансути. Далее он принимал участие в войнах 1805 года против Австрии и 1806—1807 годов против Пруссии и России. Атаки, которые он совершил в сражении при Эсслинге 21 и 22 мая 1809 года во главе своей тяжёлой кавалерийской бригады, составляют предмет особого доклада Императору.
12 июля 1809 года был произведён в дивизионные генералы, сменив во главе 2-й дивизии тяжёлой кавалерии генерала Сен-Сюльписа. 3 июля 1810 года его дивизия была расформирована.
18 августа 1811 года возглавил 1-ю дивизию тяжёлой кавалерии. Во время кампании 1812 года в России отличился в сражении под Островно и в Бородинском бою. В последней битве, при атаке Семёновских флешей, он был тяжело ранен и эвакуирован в Пруссию. 6 февраля 1813 года был заменён во главе дивизии генералом Бордесулем.
По выздоровлении Сен-Жермен принял деятельное участие в восстановлении французской армии. 31 марта 1813 года временно возглавил 2-й кавалерийский корпус. 4 апреля 1813 года был назначен командиром 1-й маршевой кавалерийской дивизии данного корпуса. 2 мая 1813 года сражался при Лютцене. 15 августа 1813 года вновь возглавил 2-ю дивизию тяжёлой кавалерии. 30 октября 1813 года отличился в сражении при Ханау, где провёл умелую атаку против баварцев во главе своей дивизии, а также гвардейских конных гренадер и драгун, которая определила успех французов. 2 декабря 1813 года получил под своё начало весь 2-й кавалерийский корпус, но также продолжил командовать и дивизией. В кампании 1814 года во Франции Сен-Жермен также принимал участие и особенно отличился 14 февраля в сражении при Вошане, где с наступлением темноты генерал Груши собрал дивизии Сен-Жермена, Думерка и Бордесуля, атаковал тылы корпуса Блюхера, прорвал их каре и оставил французов хозяевами поля боя. 2 марта под командованием маршала Макдональда его дивизия помогла сдерживать коалиционную армию у Оба, недалеко от деревни Лаферте-сюр-Об. На следующий день отличился у моста через Барс: войска, ответственные за защиту этой позиции, атакованные князем Шварценбергом, начали отступление, тогда генерал Сен-Жермен, заметивший это, пришёл на помощь французской пехоте и двумя мощными атаками оттеснил врага. 26 числа того же месяца его подразделение помогло вернуть Сен-Дизье на глазах у Императора.
После первого отречения Наполеона Сен-Жермен остался на военной службе и в мае 1814 года был назначен генеральным инспектором кавалерии. После возвращения Наполеона с острова Эльбы Сен-Жермен получил 7 июня 1815 года должность инспектора и организатора кавалерии Альпийской армии.
При втором возвращении Бурбонов с 1 августа 1815 года без служебного назначения. 1 июля 1818 года занял должность генерального инспектора кавалерии 15-го и 16-го военных округов.
Декре, снова призванный в королевскую армию, не утратил ни одного из своих прежних убеждений и сохранил акцент минувших времён. Маркиз де Надайяк, полковник 3-го гусарского полка, любезно сказал ему: «Мой генерал, окажете ли вы г-же маркизе де Надайяк честь пообедать у неё дома?», на что Сен-Жермен ответил: «Сир, я никогда не обедаю с инспектируемыми полковниками и, господин маркиз, никогда не кормлю их обедом!» Эта грубоватая манера распространялась на всех без разбора, он рассказал королю, что он сделал, но они не посмели отправить его в отставку: «Кто бы меня туда ни поместил, я ему покажу, что я ещё зелёный!» Его больше уважают, чем боятся. Мы видим, как он курит трубку на террасе своего домика на Елисейских полях; когда мимо проходит отряд кавалерии из гвардии, только что конвоировавший какого-нибудь князя, он кричит: «Придержите коней, вы уродливые срочники, печальные всадники!» Солдаты узнают его: «Это генерал Сен-Жермен, военный череп!» В суде, увидев, как офицеры пьют бульон, он взрывается негодованием: «Боже, господа, это хороший напиток для солдат! Выпей пунш! Но нет, он поцарапает вам глотки; у тебя не больше сил, чем у всех писающих женщин, которых ты заставляешь танцевать!» Необычные комментарии для Тюильри, но этот солдат получил государственное помилование.
С 1 января 1819 года он состоял по Генеральному штабу и 30 августа 1826 года вышел в отставку. После Июльской революции 1830 года ненадолго вернулся на службу, но состояние здоровья не позволило ему находиться в строю, и 1 мая 1832 года он окончательно вышел в отставку.
Скончался 4 октября 1835 года в Нёйи-сюр-Сен и был похоронен на кладбище Отёй.

## Воинские звания
- Жандарм (15 февраля 1778 года);
- Лейтенант (20 октября 1781 года);
- Капитан (22 июля 1790 года);
- Командир эскадрона (16 декабря 1792 года);
- Полковник (24 января 1793 года);
- Бригадный генерал (1 февраля 1805 года);
- Дивизионный генерал (12 июля 1809 года).

## Титулы

Герб барона

- Барон Декре де Сен-Жермен и Империи (фр. baron Decrest de Saint Germain et de l'Empire; декрет от 19 марта 1808 года, патент подтверждён 15 января 1809 года в Вальядолиде)[2][3];
- Граф Сен-Жермен и Империи (фр. comte Saint-Germain et de l'Empire; декрет от 28 сентября 1813 года, патент подтверждён 26 октября 1816 года).

## Награды
Легионер ордена Почётного легиона (11 декабря 1803 года)
 Офицер ордена Почётного легиона (14 июня 1804 года)
 Коммандан ордена Почётного легиона (10 мая 1807 года)
 Кавалер военного ордена Святого Людовика (7 мая 1814 года)
 Великий офицер ордена Почётного легиона (27 декабря 1814 года)